# Ambroise de Poulpiquet
Emmanuel de Poulpiquet de Brescanvel, en religion Ambroise de Poulpiquet, né le 25 juin 1878 et mort le 22 avril 1915, est un père dominicain, théologien et écrivain français.

## Biographie
Né à Plouguerneau, dans le Finistère, il est issu de la famille de Poulpiquet, branche de Brescanvel, famille noble bretonne du Finistère.
Il effectue son noviciat à Amiens en 1896, puis à Flavigny-sur-Ozerain (Côte-d'Or), où il est ordonné prêtre le 28 septembre 1902. Il est professeur titulaire de la chaire d'apologétique sacrée au Saulchoir en Belgique.
Il est mobilisé à Brest en 1914 dans le 87e régiment d'infanterie territoriale. Mort pour la France à l'hôpital maritime de Brest en 1915, son nom figure parmi la liste des personnes citées au Panthéon de Paris.

## Œuvres
- L'Argument des martyrs, Paris, Beauchesne, 1909, 22 p.
- La notion de catholicité, Paris, Bloud, 1910, 63 p.[3]
- Le Dogme, source d’unité et de sainteté dans l'Église, Paris, Bloud et Glay, 1912, 118 p. (collection : Science et religion, Questions théologiques) ; prix Juteau-Duvigneaux de l'Académie française à titre posthume en 1916[4].
- L'Objet intégral de l'apologétique, Paris, Bloud, 1912, 565 p. (collection : Études de philosophie et de critique religieuse) ; réédition en 1913.
- Le Miracle et ses suppléances, Paris, Beauchesne, 1914, 321 p.
- L'Église catholique : étude apologétique, préface d'Ambroise Gardeil, Paris, Revue des jeunes, 1923, 340 p.[5],[6].